# Frits Kuipers
Frederik „Frits” Carel Kuipers (ur. 11 lipca 1899 w Elst, zm. 10 października 1943 w Heemstede) – piłkarz holenderski grający na pozycji pomocnika. W swojej karierze rozegrał 5 meczów w reprezentacji Holandii.

## Kariera klubowa
W swojej piłkarskiej karierze Kuipers grał w klubie HFC Haarlem.

## Kariera reprezentacyjna
W reprezentacji Holandii Kuiper zadebiutował 28 sierpnia 1920 w wygranym 3:0 Igrzysk Olimpijskich w Antwerpii z Luksemburgiem. Na tych igrzyskach zdobył brązowy medal. Od 1920 do 1923 roku rozegrał w kadrze narodowej 5 meczów.